# Nyctonympha cribrata
Nyctonympha cribrata är en skalbaggsart som beskrevs av Thomson 1868. Nyctonympha cribrata ingår i släktet Nyctonympha och familjen långhorningar. Inga underarter finns listade i Catalogue of Life.